# Baptista Siqueira
Baptista Siqueira (* 8. Juli 1906 in Princesa; † 5. November 1992 in Rio de Janeiro) war ein brasilianischer Musikwissenschaftler und Komponist.
Siquiera studierte von 1928 bis 1937 Musik in Rio de Janeiro. Er wirkte als Lehrer für Harmonielehre und Musiktheorie an der Musikschule der Stadt sowie als Dirigent.
Neben drei Opern und einem Ballett komponierte er drei Sinfonien und drei sinfonische Dichtungen, ein Klavierkonzert, kammermusikalische Werke, eine Kantate, eine Motette und weitere Chorwerke, Kirchenmusik und Lieder.

## Schriften
- Influência ameríndia na música folclórica do Nordeste, 1951
- Ernesto Nazareth na Música Brasileira, 1967
- Três vultos históricos da música brasileira., Rio de Janeiro: Ministério da Educação e Cultura, 1970
- Os Cariris do Nordeste, 1978
- Modinhas do passado
- Pentamodelismo brasileiro
- Canto metafísico
- Folclore humorístico
- Estética musical
- Lundum e Lundu
- Origem do termo Samba
- Ficção e Música e Música na Sociedade